# آیچا ایکاچ
آیکا ایکاک (انگلیسی: Ayça Aykaç؛ زادهٔ ۲۷ فوریهٔ ۱۹۹۶) بازیکن والیبال اهل ترکیه است. او در پست لیبرو بازی می‌کند. او در حال حاضر برای واکیف بانک استانبول بازی می‌کند. او عضو تیم ملی والیبال زنان ترکیه است.